# Hanson (condado de Plymouth, Massachusetts)
Hanson é um lugar designado pelo censo localizado no condado de Plymouth no estado estadounidense de Massachusetts. No Censo de 2010 tinha uma população de 2.118 habitantes e uma densidade populacional de 390,53 pessoas por km².

## Geografia
Hanson encontra-se localizado nas coordenadas 42° 03′ 54″ N, 70° 50′ 59″ O. Segundo a Departamento do Censo dos Estados Unidos, Hanson tem uma superfície total de 5.42 km², da qual 4.79 km² correspondem a terra firme e (11.65%) 0.63 km² é água.

## Demografia
Segundo o censo de 2010, tinha 2.118 pessoas residindo em Hanson. A densidade populacional era de 390,53 hab./km². Dos 2.118 habitantes, Hanson estava composto pelo 97.26% brancos, o 0.47% eram afroamericanos, o 0.05% eram amerindios, o 0.71% eram asiáticos, o 0% eram insulares do Pacífico, o 0.52% eram de outras raças e o 0.99% pertenciam a duas ou mais raças. Do total da população o 1.23% eram hispanos ou latinos de qualquer raça.